# The Power and the Myth
The Power and The Myth è il quarto album degli House of Lords, uscito il 3 agosto 2004 per l'Etichetta discografica Frontiers Records.

## Tracce
1. Today (Martin, McCubbin, Ross, Vajevec) 4:44
2. All Is Gone (Cordola, Mary, Torpey, Wright, Wychoff) 3:56
3. Am I the Only One (Cordola, Torpey, Wright) 3:29
4. Living in Silence (Christian, Cordola, Mary, Torpey, Wright) 5:05
5. The Power and the Myth (Cordola, Mary, Wright) 3:22
6. The Rapture (Cordola, Wright) 3:21
7. The Man Who I Am (Martin, McCubbin, Ross, Vajevec) 4:35
8. Bitter Sweet Euphoria (Bardowell, Christian, Cordola, Mary, Torpey, Wright) 3:57
9. Mind Trip (Cordola, Mary, Torpey, Wright) 5:08
10. Child of Rage (Christian, Cordola, Wright) 5:53

## Formazione
- James Christian - voce
- Lanny Cordola - chitarra
- Chuck Wright - basso
- Ken Mary - batteria
- Derek Sherinian - tastiere

### Altri musicisti
- Allan Okuye - tastiere
- Sven Martin - tastiere
- Ricky Phillips - basso